# Hans Schneeberger
Pour les articles homonymes, voir Schneeberger.
Hans Schneeberger, né le 7 juin 1895 à Brandberg en Zillertal (Tyrol, en Autriche-Hongrie) et mort le 19 novembre 1970 à Salzbourg, est un cadreur et directeur de la photographie autrichien.
Hans Schneeberger, Sepp Allgeier, Albert Benitz, Walter Riml et Richard Angst sont des cinéastes, pionniers de la prise de vue en montagne, qui firent partie de la Freiburger Berg-und Sportfilm GmbH, une société de production cinématographique spécialisée dans le tournage de films de montagne et de sports, fondée le 8 mai 1920 par Arnold Fanck et Odo I. Deodatus Tauern à Fribourg-en-Brisgau.

## Biographie
Hans Schneeberger a étudié l'architecture à l'université technique de Munich et, afin de financer ses études, a travaillé comme moniteur de ski et guide de montagne. Il a participé à quelques compétitions de ski. Grâce à ces activités, il est entré en contact avec les gens du cinéma et, en 1922, il a reçu un petit rôle dans Das Wunder des Schneeschuhs (Le Miracle de la raquette) d'Arnold Fanck. En 1923, il est codirecteur de la photographie pour Der Berg des Schicksals (La Montagne du destin) d'Arnold Fanck. Schneeberger devient pendant une dizaine d'années son cadreur et participera à presque tous ses films. Il deviendra le collaborateur puis le compagnon de Leni Riefenstahl qui le surnommera La puce des neiges.

## Filmographie
- 1924 : Der Berg des Schicksals
- 1926 : La Montagne sacrée
- 1927 : Le Grand Saut, d'Arnold Fanck
- 1928 : Le Stade blanc (Das weiße Stadion) d'Arnold Fanck (documentaire)
- 1929 : Mélodie du cœur (Melodie des Herzens) de Hanns Schwarz (premier film allemand parlant)
- 1929 : L'Enfer blanc du Piz Palü, d'Arnold Fanck
- 1930 : Tempête sur le mont Blanc , d'Arnold Fanck
- 1930 : L'Ange bleu (version anglaise)
- 1932 : La Lumière bleue, de Leni Riefenstahl
- 1932 : Abenteuer im Engadin, de Max Obal, scénario d'Arnold Fanck
- 1933 : Keine Angst vor Liebe
- 1933 : SOS Eisberg
- 1934 : Das unsterbliche Lied
- 1934 : Rivalen der Luft
- 1935 : Wunder des Fliegens
- 1935 : Hermine und die sieben Aufrechten
- 1936 : Forget Me Not de Zoltan Korda (Vergiß mein nicht)
- 1937 : Farewell Again
- 1938 : Narren im Schnee
- 1938 : Frau Sixta
- 1938 : Kameraden auf See
- 1938 : Le Tigre du Bengale
- 1938 : Le Tombeau hindou
- 1939 : Marguerite : 3
- 1939 : Ziel in den Wolken
- 1939 : Das Abenteuer geht weiter
- 1939 : Mutterliebe
- 1939 : Leinen aus Irland
- 1939 : Unsterblicher Walzer
- 1940 : Ein Leben lang
- 1940 : Le Maître de poste
- 1940 : Operette
- 1942 : Schicksal
- 1942 : Brüderlein fein
- 1943 : Vienne 1910
- 1943 : Späte Liebe
- 1943 : Der weiße Traum
- 1944 : Die goldene Fessel
- 1945 : Freunde
- 1946 : Glaube an mich
- 1947 : Liebe nach Noten
- 1948 : Königin der Landstraße
- 1948 : Ein Mann gehört ins Haus
- 1948 : Gottes Engel sind überall
- 1949 : Das Tor zum Paradies
- 1949 : Geheimnisvolle Tiefe
- 1950 : Der Seelenbräu
- 1950 : Das vierte Gebot
- 1950 : Gruß und Kuß aus der Wachau
- 1950 : Cordula
- 1950 : Die Lüge
- 1951 : Gangsterpremiere
- 1951 : Der fidele Bauer
- 1951 : Verklungenes Wien
- 1951 : Hilfe, ich bin unsichtbar
- 1952 : Der fröhliche Weinberg
- 1952 : Die schöne Tölzerin
- 1953 : Jonny rettet Nebrador
- 1953 : Liebeskrieg nach Noten
- 1954 : Sans toi je n'ai plus rien
- 1954 : Die Hexe
- 1954 : König der Manege
- 1954 : Une histoire d'amour (Eine Liebesgeschichte) de Rudolf Jugert
- 1954 : Glückliche Reise
- 1955 : Die Försterbuben
- 1955 : Oberarzt Dr. Solm
- 1956 : Uns gefällt die Welt
- 1956 : Frucht ohne Liebe
- 1956 : Heidemelodie
- 1957 : Jede Nacht in einem anderen Bett
- 1958 : L'assassin sera à Tripoli (Romarei, das Mädchen mit den grünen Augen)
- 1958 : Der Elefant im Porzellanladen
- 1959 : HD-Soldat Läppli
- 1959 : Mandolinen und Mondschein
- 1960 : Guillaume Tell (de)
- 1961 : Adieu, Lebewohl, Goodbye
- 1961 : Demokrat Läppli
- 1964 : Der Satan mit den roten Haaren